# Roca-Cúper
Roca-Cúper (també escrit anteriorment Roca-Cúiper) és un nucli de població de l'Horta Nord (País Valencià) format pels llogarets de Roca i Cúper, pertanyents als municipis de Meliana i Foios, respectivament.

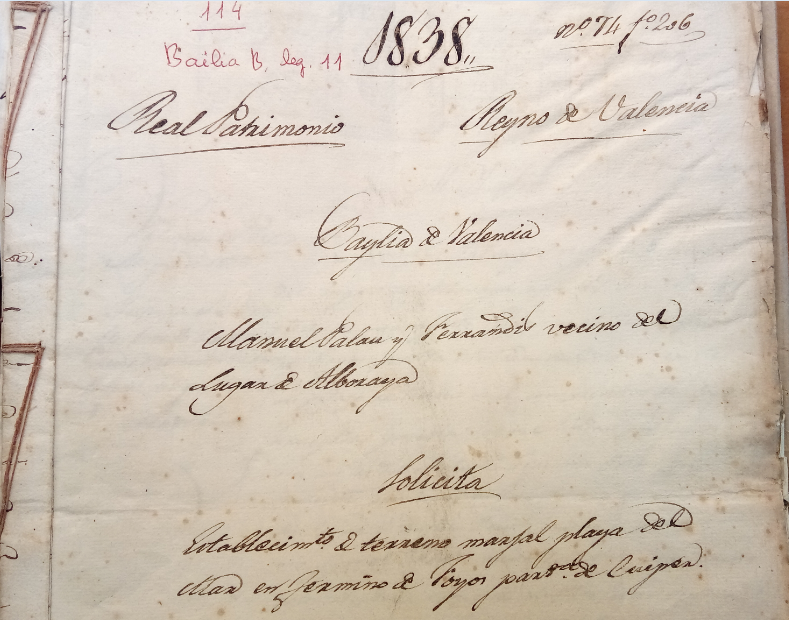
La partida de Cúiper en document del 1838

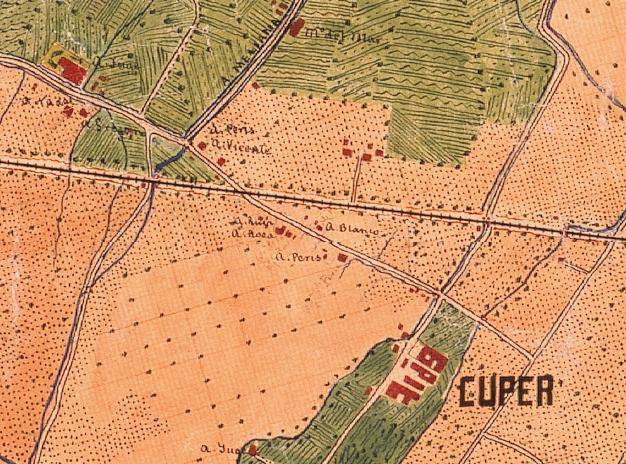
Barri de Cúper en plànol de 1883

## Geografia
Es troben a mig quilòmetre de la mar Mediterrània, separats d'aquesta per l'autovia V-21 i per una fèrtil horta on es conreen cebes, melons d'Alger, melons de tot l'any, carxofes, creïlles, cítrics. Aproximadament en els dos llogarets viuen 350 persones.
L'economia local ha estat basada tradicionalment en l'agricultura i la comercialització dels seus productes. També és conegut pels locals dedicats a la restauració on es cuinen els productes de la terra.
Roca-Cúper té bones comunicacions amb València mitjançant la línia C-6 de Rodalies Renfe que compta amb estació pròpia. També mitjançant l'autovia abans esmentada. La distància amb Meliana és d'uns 2 km, mentre que Cúper dista de Foios uns 3 km. La distància de Roca-Cúper amb València és de 5 km.
La futura línia de tren d'alta velocitat que unirà les ciutats de València i Castelló discorrerà a escassa distància del nucli si no pel bell mig, el que ha provocat el rebuig dels veïns de Roca-Cúper i dels municipis de la comarca afectats pel traçat d'aquesta infraestructura.

## Monuments
Existeix una parròquia dedicada a la Mare de Déu de la Misericòrdia, erigida en 1953. Anteriorment va haver-hi ermites dedicades als Desemparats en Cúper i a Sant Antoni en Roca. També a Roca hi va haver fins a la postguerra (1942) un convent dominicà que va servir d'hospital i presó en temps de la guerra civil espanyola.

## Festes i tradicions

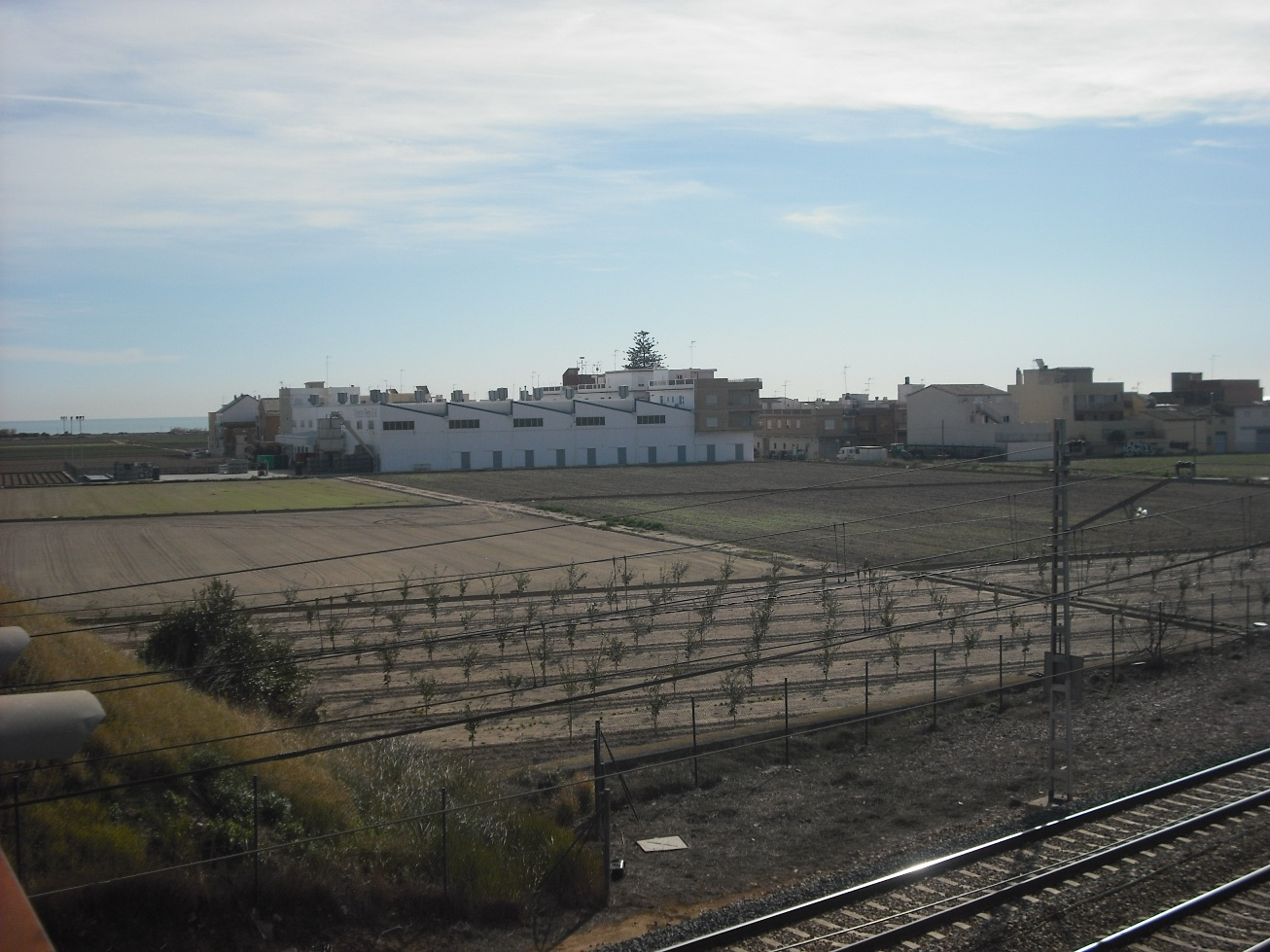
Vista de Cúper des del pont del ferrocarril

Les festes majors se celebren en honor de Sant Isidre Llaurador i la Verge dels Desemparats, al mes de juliol. En gener destaca la celebració de Sant Antoni, amb la tradicional benedicció dels animals.
Al Nadal, un veí de Roca munta un Betlem o naixement (representació en figuretes del naixement de Jesús) gegant que és visitat per multitud de turistes. També a Cúper existeix un avet de 50 anys de vida i uns 20 metres d'altura que ha sigut catalogat com a arbre monumental per la Diputació de València i que per aquestes dates és decorat amb llums i altres elements.